# Saison NBA 1988-1989
Navigation
Saison 1987-1988 Saison 1989-1990
La saison NBA 1988-1989 est la 40e saison de la NBA (la 43e en comptant les 3 saisons de BAA). Les Detroit Pistons remportent le titre NBA en battant en Finale les Los Angeles Lakers par 4 victoires à 0. La ligue connait une expansion lors de cette saison, passant de 23 à 25 équipes avec la création de deux nouvelles franchises: le Miami Heat et les Charlotte Hornets.

## Faits notables
- Le All-Star Game 1989 s'est déroulé au Summit à Houston où l'Ouest a battu l'Est 143-134. Karl Malone (Utah Jazz) a été élu Most Valuable Player.
- Le Miami Heat et les Charlotte Hornets intègrent la NBA pour devenir les 24e et 25e franchises de la ligue.
- Les Detroit Pistons jouent leur premier match au Palace of Auburn Hills.
- Les Milwaukee Bucks jouent leur premier match au Bradley Center.
- Les Sacramento Kings jouent leur premier match à l'ARCO Arena.
- Michael Jordan réalise dix triple-double en onze matchs dont sept consécutifs à la fin de la saison, mais Magic Johnson le devance pour le titre de MVP.

## Classements de la saison régulière
| Champion de division | Qualifié pour les playoffs | Non qualifié pour les playoffs |

### Par division
| Division Atlantique   | V  | D  | PCT  | GB |
| --------------------- | -- | -- | ---- | -- |
| Knicks de New York    | 52 | 30 | 63.4 | -  |
| 76ers de Philadelphie | 46 | 36 | 56.1 | 6  |
| Celtics de Boston     | 42 | 40 | 51.2 | 10 |
| Bullets de Washington | 40 | 42 | 48.8 | 12 |
| Nets du New Jersey    | 26 | 56 | 31.7 | 26 |
| Hornets de Charlotte  | 20 | 62 | 24.4 | 32 |

| Division Centrale      | V  | D  | PCT  | GB |
| ---------------------- | -- | -- | ---- | -- |
| Pistons de Détroit C   | 63 | 19 | 76.8 | -  |
| Cavaliers de Cleveland | 57 | 25 | 69.5 | 6  |
| Hawks d'Atlanta        | 52 | 30 | 63.4 | 11 |
| Bucks de Milwaukee     | 49 | 33 | 59.8 | 14 |
| Bulls de Chicago       | 47 | 35 | 57.3 | 16 |
| Pacers de l'Indiana    | 28 | 54 | 34.1 | 35 |

| Division Midwest     | V  | D  | PCT  | GB |
| -------------------- | -- | -- | ---- | -- |
| Jazz de l'Utah       | 51 | 31 | 62.2 | -  |
| Rockets de Houston   | 45 | 37 | 54.9 | 6  |
| Nuggets de Denver    | 44 | 38 | 53.7 | 7  |
| Mavericks de Dallas  | 38 | 44 | 46.3 | 13 |
| Spurs de San Antonio | 21 | 61 | 25.6 | 30 |
| Heat de Miami        | 15 | 67 | 18.3 | 36 |

| Division Pacifique        | V  | D  | PCT  | GB |
| ------------------------- | -- | -- | ---- | -- |
| Lakers de Los Angeles     | 57 | 25 | 69.5 | -  |
| Suns de Phoenix           | 55 | 27 | 67.1 | 2  |
| SuperSonics de Seattle    | 47 | 35 | 57.3 | 10 |
| Warriors de Golden State  | 43 | 39 | 52.4 | 14 |
| Trail Blazers de Portland | 39 | 43 | 47.6 | 18 |
| Kings de Sacramento       | 27 | 55 | 32.9 | 30 |
| Clippers de Los Angeles   | 21 | 61 | 25.6 | 36 |

### Par conférence
| Conférence Est | Conférence Est         | Conférence Est | Conférence Est | Conférence Est |
| No             | Franchise              | Vic.           | Déf.           | PCT            |
| -------------- | ---------------------- | -------------- | -------------- | -------------- |
| 1              | Pistons de Détroit C   | 63             | 19             | 76.8           |
| 2              | Knicks de New York     | 52             | 30             | 63.4           |
| 3              | Cavaliers de Cleveland | 57             | 25             | 69.5           |
| 4              | Hawks d'Atlanta        | 52             | 30             | 63.4           |
| 5              | Bucks de Milwaukee     | 49             | 33             | 59.8           |
| 6              | Bulls de Chicago       | 47             | 35             | 57.3           |
| 7              | 76ers de Philadelphie  | 46             | 36             | 56.1           |
| 8              | Celtics de Boston      | 42             | 40             | 51.2           |
|                |                        |                |                |                |
| 9              | Bullets de Washington  | 40             | 42             | 48.8           |
| 10             | Pacers de l'Indiana    | 28             | 54             | 34.1           |
| 11             | Nets du New Jersey     | 26             | 56             | 31.7           |
| 12             | Hornets de Charlotte   | 20             | 62             | 24.4           |

| Conférence Ouest | Conférence Ouest          | Conférence Ouest | Conférence Ouest | Conférence Ouest |
| No               | Franchise                 | Vic.             | Déf.             | PCT              |
| ---------------- | ------------------------- | ---------------- | ---------------- | ---------------- |
| 1                | Lakers de Los Angeles     | 57               | 25               | 69.5             |
| 2                | Jazz de l'Utah            | 51               | 31               | 62.2             |
| 3                | Suns de Phoenix           | 55               | 27               | 67.1             |
| 4                | SuperSonics de Seattle    | 47               | 35               | 57.3             |
| 5                | Rockets de Houston        | 45               | 37               | 54.9             |
| 6                | Nuggets de Denver         | 44               | 38               | 53.7             |
| 7                | Warriors de Golden State  | 43               | 39               | 52.4             |
| 8                | Trail Blazers de Portland | 39               | 43               | 47.6             |
|                  |                           |                  |                  |                  |
| 9                | Mavericks de Dallas       | 38               | 44               | 46.3             |
| 10               | Kings de Sacramento       | 27               | 55               | 32.9             |
| 11               | Spurs de San Antonio      | 21               | 61               | 25.6             |
| 12               | Clippers de Los Angeles   | 21               | 61               | 25.6             |
| 13               | Heat de Miami             | 15               | 67               | 18.3             |

C - Champions NBA

## Playoffs
|  | 1er tour         | 1er tour                  | 1er tour                 |   |                        | Demi-finales de Conférence | Demi-finales de Conférence | Demi-finales de Conférence |  |   | Finales de Conférence | Finales de Conférence | Finales de Conférence |  |    | Finales NBA        | Finales NBA | Finales NBA |
|  |                  |                           |                          |   |                        |                            |                            |                            |  |   |                       |                       |                       |  |    |                    |             |             |
|  | 1                | Pistons de Détroit        | 3                        |   |                        |                            |                            |                            |  |   |                       |                       |                       |  |    |                    |             |             |
|  | 8                | Celtics de Boston         | 0                        |   |                        |                            |                            |                            |  |   |                       |                       |                       |  |    |                    |             |             |
|  | 8                | Celtics de Boston         | 0                        |   | 1                      | Pistons de Détroit         | 4                          |                            |  |   |                       |                       |                       |  |    |                    |             |             |
|  |                  |                           |                          |   | 1                      | Pistons de Détroit         | 4                          |                            |  |   |                       |                       |                       |  |    |                    |             |             |
|  |                  | 5                         | Bucks de Milwaukee       | 0 |                        |                            |                            |                            |  |   |                       |                       |                       |  |    |                    |             |             |
|  | 4                | 5                         | Bucks de Milwaukee       | 0 | Hawks d'Atlanta        | 2                          |                            |                            |  |   |                       |                       |                       |  |    |                    |             |             |
|  | 4                |                           |                          |   | Hawks d'Atlanta        | 2                          |                            |                            |  |   |                       |                       |                       |  |    |                    |             |             |
|  | 5                | Bucks de Milwaukee        | 3                        |   |                        |                            |                            |                            |  |   |                       |                       |                       |  |    |                    |             |             |
|  | 5                | Bucks de Milwaukee        | 3                        |   |                        |                            |                            |                            |  | 1 | Pistons de Détroit    | 4                     |                       |  |    |                    |             |             |
|  | Conférence Est   |                           |                          |   |                        |                            |                            |                            |  | 1 | Pistons de Détroit    | 4                     |                       |  |    |                    |             |             |
|  |                  | 6                         | Bulls de Chicago         | 2 |                        |                            |                            |                            |  |   |                       |                       |                       |  |    |                    |             |             |
|  | 3                | 6                         | Bulls de Chicago         | 2 | Cavaliers de Cleveland | 2                          |                            |                            |  |   |                       |                       |                       |  |    |                    |             |             |
|  | 3                |                           |                          |   | Cavaliers de Cleveland | 2                          |                            |                            |  |   |                       |                       |                       |  |    |                    |             |             |
|  | 6                | Bulls de Chicago          | 3                        |   |                        |                            |                            |                            |  |   |                       |                       |                       |  |    |                    |             |             |
|  | 6                | Bulls de Chicago          | 3                        |   | 6                      | Bulls de Chicago           | 4                          |                            |  |   |                       |                       |                       |  |    |                    |             |             |
|  |                  |                           |                          |   | 6                      | Bulls de Chicago           | 4                          |                            |  |   |                       |                       |                       |  |    |                    |             |             |
|  |                  | 2                         | Knicks de New York       | 2 |                        |                            |                            |                            |  |   |                       |                       |                       |  |    |                    |             |             |
|  | 2                | 2                         | Knicks de New York       | 2 | Knicks de New York     | 3                          |                            |                            |  |   |                       |                       |                       |  |    |                    |             |             |
|  | 2                |                           |                          |   | Knicks de New York     | 3                          |                            |                            |  |   |                       |                       |                       |  |    |                    |             |             |
|  | 7                | 76ers de Philadelphie     | 0                        |   |                        |                            |                            |                            |  |   |                       |                       |                       |  |    |                    |             |             |
|  | 7                | 76ers de Philadelphie     | 0                        |   |                        |                            |                            |                            |  |   |                       |                       |                       |  | E1 | Pistons de Détroit | 4           |             |
|  |                  |                           |                          |   |                        |                            |                            |                            |  |   |                       |                       |                       |  | E1 | Pistons de Détroit | 4           |             |
|  |                  | O1                        | Lakers de Los Angeles    | 0 |                        |                            |                            |                            |  |   |                       |                       |                       |  |    |                    |             |             |
|  | 1                | O1                        | Lakers de Los Angeles    | 0 | Lakers de Los Angeles  | 3                          |                            |                            |  |   |                       |                       |                       |  |    |                    |             |             |
|  | 1                |                           |                          |   | Lakers de Los Angeles  | 3                          |                            |                            |  |   |                       |                       |                       |  |    |                    |             |             |
|  | 8                | Trail Blazers de Portland | 0                        |   |                        |                            |                            |                            |  |   |                       |                       |                       |  |    |                    |             |             |
|  | 8                | Trail Blazers de Portland | 0                        |   | 1                      | Lakers de Los Angeles      | 4                          |                            |  |   |                       |                       |                       |  |    |                    |             |             |
|  |                  |                           |                          |   | 1                      | Lakers de Los Angeles      | 4                          |                            |  |   |                       |                       |                       |  |    |                    |             |             |
|  |                  | 4                         | SuperSonics de Seattle   | 0 |                        |                            |                            |                            |  |   |                       |                       |                       |  |    |                    |             |             |
|  | 4                | 4                         | SuperSonics de Seattle   | 0 | SuperSonics de Seattle | 3                          |                            |                            |  |   |                       |                       |                       |  |    |                    |             |             |
|  | 4                |                           |                          |   | SuperSonics de Seattle | 3                          |                            |                            |  |   |                       |                       |                       |  |    |                    |             |             |
|  | 5                | Rockets de Houston        | 1                        |   |                        |                            |                            |                            |  |   |                       |                       |                       |  |    |                    |             |             |
|  | 5                | Rockets de Houston        | 1                        |   |                        |                            |                            |                            |  | 1 | Lakers de Los Angeles | 4                     |                       |  |    |                    |             |             |
|  | Conférence Ouest |                           |                          |   |                        |                            |                            |                            |  | 1 | Lakers de Los Angeles | 4                     |                       |  |    |                    |             |             |
|  |                  | 3                         | Suns de Phoenix          | 0 |                        |                            |                            |                            |  |   |                       |                       |                       |  |    |                    |             |             |
|  | 3                | 3                         | Suns de Phoenix          | 0 | Suns de Phoenix        | 3                          |                            |                            |  |   |                       |                       |                       |  |    |                    |             |             |
|  | 3                |                           |                          |   | Suns de Phoenix        | 3                          |                            |                            |  |   |                       |                       |                       |  |    |                    |             |             |
|  | 6                | Nuggets de Denver         | 0                        |   |                        |                            |                            |                            |  |   |                       |                       |                       |  |    |                    |             |             |
|  | 6                | Nuggets de Denver         | 0                        |   | 3                      | Suns de Phoenix            | 4                          |                            |  |   |                       |                       |                       |  |    |                    |             |             |
|  |                  |                           |                          |   | 3                      | Suns de Phoenix            | 4                          |                            |  |   |                       |                       |                       |  |    |                    |             |             |
|  |                  | 7                         | Warriors de Golden State | 1 |                        |                            |                            |                            |  |   |                       |                       |                       |  |    |                    |             |             |
|  | 2                | 7                         | Warriors de Golden State | 1 | Jazz de l'Utah         | 0                          |                            |                            |  |   |                       |                       |                       |  |    |                    |             |             |
|  | 2                |                           |                          |   | Jazz de l'Utah         | 0                          |                            |                            |  |   |                       |                       |                       |  |    |                    |             |             |
|  | 7                | Warriors de Golden State  | 3                        |   |                        |                            |                            |                            |  |   |                       |                       |                       |  |    |                    |             |             |

## Leaders de la saison régulière
| Catégorie                  | Joueur          | Équipe                | Statistique |
| -------------------------- | --------------- | --------------------- | ----------- |
| Points par match           | Michael Jordan  | Chicago Bulls         | 32.5        |
| Rebonds par match          | Hakeem Olajuwon | Houston Rockets       | 13.5        |
| Passes décisives par match | John Stockton   | Utah Jazz             | 13.6        |
| Interceptions par match    | John Stockton   | Utah Jazz             | 3.2         |
| Contres par match          | Manute Bol      | Golden State Warriors | 4.3         |
| % aux tirs                 | Dennis Rodman   | Detroit Pistons       | 59.5        |
| % aux lancers-francs       | Magic Johnson   | Los Angeles Lakers    | 91.1        |
| % à 3-points               | Jon Sundvold    | Miami Heat            | 52.2        |

## Récompenses individuelles
- Most Valuable Player : Magic Johnson, Los Angeles Lakers
- Rookie of the Year : Mitch Richmond, Golden State Warriors
- Defensive Player of the Year : Mark Eaton, Utah Jazz
- Sixth Man of the Year : Eddie Johnson, Phoenix Suns
- Most Improved Player : Kevin Johnson, Phoenix Suns
- Coach of the Year : Cotton Fitzsimmons, Phoenix Suns
- Executive of the Year : Jerry Colangelo, Phoenix Suns
- J.Walter Kennedy Sportsmanship Award : Thurl Bailey, Utah Jazz

- All-NBA First Team :
  - F - Karl Malone, Utah Jazz
  - F - Charles Barkley, Philadelphia 76ers
  - C - Hakeem Olajuwon, Houston Rockets
  - G - Michael Jordan, Chicago Bulls
  - G - Magic Johnson, Los Angeles Lakers

- All-NBA Second Team :
  - F - Tom Chambers, Phoenix Suns
  - F - Chris Mullin, Golden State Warriors
  - C - Patrick Ewing, Knicks de New York
  - G - John Stockton, Utah Jazz
  - G - Kevin Johnson, Phoenix Suns

- All-NBA Third Team :
  - F - Dominique Wilkins, Hawks d'Atlanta
  - F - Terry Cummings, Milwaukee Bucks
  - C - Robert Parish, Celtics de Boston
  - G - Dale Ellis, Seattle Supersonics
  - G - Mark Price, Cleveland Cavaliers

- NBA All-Rookie First Team :
  - Rik Smits, Indiana Pacers
  - Willie Anderson, San Antonio Spurs
  - Mitch Richmond, Golden State Warriors
  - Charles D. Smith, Los Angeles Clippers
  - Hersey Hawkins, Philadelphia 76ers

- NBA All-Rookie Second Team :
  - Brian Shaw, Celtics de Boston
  - Rex Chapman, Charlotte Hornets
  - Chris Morris, New Jersey Nets
  - Rod Strickland, Knicks de New York
  - Kevin Edwards, Miami Heat

- NBA All-Defensive First Team :
  - Dennis Rodman, Detroit Pistons
  - Larry Nance, Cleveland Cavaliers
  - Mark Eaton, Utah Jazz
  - Michael Jordan, Chicago Bulls
  - Joe Dumars, Detroit Pistons

- NBA All-Defensive Second Team :
  - Kevin McHale, Celtics de Boston
  - A.C. Green, Los Angeles Lakers
  - Patrick Ewing, Knicks de New York
  - John Stockton, Utah Jazz
  - Alvin Robertson, San Antonio Spurs

- MVP des Finales : Joe Dumars, Detroit Pistons